# نواف الصبحي
نواف الصبحي، لاعب كرة قدم سعودي يلعب حالياً في نادي العين.
سبق له اللعب لنادي نجران ونادي القادسية ونادي الفيحاء ونادي التعاون ونادي العدالة ونادي العلا ونادي العين.

## روابط خارجية
- نواف الصبحي على موقع Soccerway.com (الإنجليزية)
- نواف الصبحي على موقع كووورة